# Kukumbi
Kukumbi, também grafada como Cucumbi, é uma vila e comuna angolana que se localiza na província da Lunda Sul, pertencente ao município de Cacolo.